# Les Voleurs de la nuit
Pour les articles homonymes, voir Les Voleurs de la nuit (homonymie).
Pour plus de détails, voir Fiche technique et Distribution.
Les Voleurs de la nuit (Thieves After Dark) est un film franco-américain  réalisé par Samuel Fuller, sorti en 1984. 
Il s'agit de l'avant-dernier film de Samuel Fuller, qui concourut au Festival du film de Berlin en 1984.

## Synopsis
François est un chômeur passionné de violon. Il voudrait devenir violoncelliste mais son rêve est inaccessible. Comme tous les autres parisiens sans emploi et pour en trouver un, il doit se rendre perpétuellement à l'ANPE. Lors d'un jour de pointage, il y rencontre Isabelle, également à la recherche d'un métier. Ils se lient très vite et partagent le même dégoût pour les fonctionnaires de l'agence qui ne cessent de les rabaisser et de les humilier. Ils décident donc se venger d'eux. Leur vendetta est un succès lorsqu'ils cambriolent deux employés, Mussolini et Desterne, mais dérape lorsqu'un troisième, Tartuffe, meurt accidentellement lors d'un cambriolage. Surpris par François et Isabelle, il tombe dans le vide et se tue. Paniqués, ils sont obligés de s'enfuir. 

## Fiche technique
- Titre : Les Voleurs de la nuit
- Réalisateur : Samuel Fuller
- Scénario : Samuel Fuller, d'après le roman d'Olivier Beer
- Chef-opérateur : Philippe Rousselot
- Musique : Ennio Morricone
- Montage : Catherine Kelber
- Décors : Dominique André
- Costumes : Rosalie Varda
- Durée : 98 minutes
- Sortie : 25 avril 1984  France
- Affiche : Georges Kerfyser (France)

## Distribution
- Véronique Jannot : Isabelle
- Bobby Di Cicco : François
- Victor Lanoux : Inspecteur Farbet
- Stéphane Audran : la mère d'Isabelle
- Camille de Casabianca : Corinne
- Micheline Presle : Geneviève
- Rachel Salik : Mussolini
- Marthe Villalonga : la concierge
- Andréas Voutsinás : José
- Claude Chabrol : Louis Crépin dit Tartuffe
- Jacques Maury : Desterne
- Humbert Balsan : le détective Martin
- Olivier Beer : le client de la boutique de musique
- Gérard Boucaron : le voisin
- Isabelle Duby : Sexpot
- Marc Duret : le jeune homme
- Michel Dussarat : le chimiste
- Huguette Faget : une femme
- Patrick Floersheim : Carat
- Samuel Fuller : Zoltan
- Samantha Fuller : Angélique
- Steve Kalfa : le détective
- Sam Karmann : le flic
- Christa Lang : Solange
- Patrice Melennec : Barrot
- Patrizia Pierangeli : l'employée
- Blanche Ravalec : une femme
- Alexandre de Toulouse-Lautrec : l'employé
- André Valardy : M. Rochelle
- Ghislaine Valence : la femme en cuir
- Marianne Wolfsohn : la femme qui cherche du travail